# Эльяшов, Михаил Евгеньевич
Михаил Евгеньевич Эльяшов (1900—1941) — латвийский юрист и общественный деятель.

## Биография
Михаил (Мориц) Евгеньевич Эльяшов родился 21 апреля 1900 года в Риге в семье Евгения Морицевича Эльяшова и Фанни Абрамовны Бейлин. В 1917 году он окончил гимназию при Санкт-Петербургском институте истории и филологии. Учился на историко-филологическом факультете Петроградского университета. После прихода Советской власти уехал в Дерпт (ныне — Тарту, Эстония). В 1920—1921 годах служил в латвийской армии, участвовал в боях с Красной Армией. В 1927 году окончил юридический факультет Гейдельбергского университета.
Эльяшов активно публиковался в рижских газетах «Рижское обозрение» и «Рижское слово», был одним из основателей газеты «Сегодня». В 1928 году возглавил Союз евреев — участников Освободительной войны. В дальнейшем занимался адвокатской практикой. В 1930 году Эльяшов вошёл в состав комиссии по разработке нового Уголовного Кодекса Латвийской республики, был избран её секретарём, а в 1932 году избирался секретарём Первого съезда адвокатов Латвии. В январе 1935 года на организационном собрании общества «Олим» (Латвийское еврейское общество содействия колонизации Палестины «Первопроходцы») он был избран его председателем. Целью общества было получение разрешений на въезд латвийских евреев в Палестину, которая в то время была британской подмандатной территорией.
После немецкой оккупации Риги Эльяшов как еврей был направлен в Рижское еврейское гетто. Был избран председателем юденрата Рижского гетто. 8 декабря 1941 года Эльяшов, его жена и сын были расстреляны. В Рижском гетто погибли также второй сын, мать и сестра Эльяшова.
Брат — советский военный деятель, военврач 1-го ранга Леонид Евгеньевич Эльяшов. Репрессирован и расстрелян по ложному обвинению в 1938 году, посмертно реабилитирован в 1957 году.

## Сочинения
- Michael Eljaschoff. Die Grundzüge der Sowjet-Verfassung. Mit Anlage der Texte der Verfassung des Bundes der Sozialistischen Sowjet-Republiken vom 6. Juli 1923, der Verfassung der Russischen Föderativen Sowjetrepublik vom 10. Juli 1918 und zweier Tabellen. Heidelberg: C. Winter, 1925. — 93 pp.
- Eljaschew M. Gesetz und Wirtschaft: Veraenderung im Privatrecht // Neues Tageblatt. 1925. Nr. 185.
- Eljašovs M. Mūsu kopejais pienākums // Atbrīvotājs: Židu tautības Latvijas atbrīvotaju biedrības almanahs. 1933. 16. 17. lpp.
- Эльяшов М. Президент Латвии // Сегодня. 1925. № 250. С. 1.
- Эльяшов М. Франко-германская Антанта // Сегодня. 1926. № 213. С. 3